# Berry Hoogeveen
Berry Hoogeveen (Emmen, 22 augustus 1978) is een voormalig Nederlands profvoetballer.
Na het seizoen 2006/07 nam Hoogeveen afscheid van het betaald voetbal en speelde hij nog bij enkele amateurverenigingen.

## Carrière
| Seizoen        | Club               | Land      | Competitie     | Wed. | Goals |
| -------------- | ------------------ | --------- | -------------- | ---- | ----- |
| 1998/99        | Emmen              | Nederland | Eerste divisie | 10   | 0     |
| 1999/00        | Emmen              | Nederland | Eerste divisie | 29   | 2     |
| 2000/01        | Emmen              | Nederland | Eerste divisie | 26   | 4     |
| 2001/02        | Heracles Almelo    | Nederland | Eerste divisie | 33   | 4     |
| 2002/03        | Heracles Almelo    | Nederland | Eerste divisie | 33   | 3     |
| 2003/04        | Heracles Almelo    | Nederland | Eerste divisie | 24   | 1     |
| 2004/05        | BV Veendam         | Nederland | Eerste divisie | 32   | 4     |
| 2005/06        | BV Veendam         | Nederland | Eerste divisie | 21   | 1     |
| 2006/07        | Cambuur Leeuwarden | Nederland | Eerste divisie | 31   | 5     |
| Totaal         | Totaal             | Totaal    | Totaal         | 239  | 24    |
| Bijgewerkt tot | 15 februari 2009   |           |                |      |       |